# My Little Pony: Equestria Girls - La leyenda de Everfree
My Little Pony: Equestria Girls: La leyenda de Everfree o Legend of Everfree, es una película animada de 2016 que sirve como secuela de las películas My Little Pony: Equestria Girls, My Little Pony: Equestria Girls - Rainbow Rocks y My Little Pony: Equestria Girls - Los juegos de la amistad y un spin-off de la serie de televisión My Little Pony: La Magia de la Amistad. Durante una presentación de apertura en MIPJunior 2015, el presidente de Hasbro Studios Stephen Davis confirmó que una cuarta película de Equestria Girls estaba en desarrollo en el momento y se estrenó en Estados Unidos el 24 de septiembre de 2016. También se estrenó en Latinoamérica el 22 de octubre de 2016 en horario estelar en el canal Discovery Kids. Es distribuida por Hasbro Studios en los Estados Unidos, Canadá y América Latina.
La película revisualiza los personajes principales de la serie, normalmente ponis, como personajes humanos en un entorno de escuela secundaria Canterlot. La trama de la película consiste en las Mane 7 yendo al Campamento Everfree.

## Trama
La película comienza con Twilight Sparkle retorciéndose en su cama, ya que tiene un mal sueño. Ella es despertada por la llegada de sus amigas de Canterlot High, que le dicen que el bus de campo de Everfree se marchará pronto. Cuando Twilight se apresura para empacar sus maletas, su malvado alter ego Midnight Sparkle aparece de repente en medio de la habitación. Ella desintegra a los amigos y al dormitorio de Twilight y se regodea de que ella siempre será una parte de ella.
Cuando Twilight grita de horror, su perro Spike la despierta, toda la experiencia de ha sido sólo una pesadilla. Twilight y sus compañeros de clase ya están en el autobús al Campamento Everfree. Sunset Shimmer le pregunta si está bien, pero Twilight le asegura con una sonrisa débil que ella está bien. Cuando Pinkie Pie fantasea con la diversión que tendrán en el campamento, la directora Celestia y la subdirectora Luna expresan lo orgullosas que están de sus estudiantes por reunir el dinero suficiente para financiar su viaje de campo. Habiendo tenido recuerdos propios del Campamento Everfree, esperan que los estudiantes hagan un gran recuerdo de su estancia.
A medida que los estudiantes animan, Twilight mira con incertidumbre por la ventana del autobús.
Al llegar al campamento Everfree, los estudiantes comienzan a reflexionar sobre las diversas actividades que esperan con interés, como Flutttershy que quiere ir en paseos por la naturaleza y Spike que quiere perseguir ardillas. Applejack y sus amigas también expresan lo contentas que han de estar lejos de la magia de Canterlot High. Cuando Flash Sentry le da a Twilight su bolso, los dos actúan con torpeza el uno con el otro, y Sunset explica que es debido a su parecido con la princesa Twilight Sparkle de Ecuestria, la quien Flash está enamorado.
Con el sistema de sonido del campamento, una voz alegre dirige los campistas al patio. La voz pertenece a la directora del campamento y "guía de la naturaleza amigable" Gloriosa Daisy, e inmediatamente introduce a su hermano Timber Spruce. Gloriosa le da la bienvenida a los campistas a las actividades que harán memorable su estancia en el campamento. Ella afirma que sus opciones están abiertas, a pesar de las interrupciones de Timber diciendo que pasear cerca de la cantera está fuera de límites. Cuando Gloriosa toma sugerencias de actividades, incluyendo un desfile de moda propuesto por Rarity, Timber parece tener un interés romántico en Twilight, provocando que se sonrojara.
Cuando la directora Celestia menciona el tradicional "regalo del campamento", Gloriosa explica -después de una breve tensión con su hermano- que todos los años, los campistas crean un regalo para futuros campistas y fomentar fuertes lazos de amistad. Después de que Gloriosa y Timber dan las asignaciones de tiendas a los campistas, Timber coquetea brevemente con Twilight, ganándose algunas burlas de sus amigas.
En ese momento, el empresario Filthy Rich llega al campamento, lo que llevó a Gloriosa a empujarle por la espalda. Cuando Filthy explica que él está "observando el escenario", Gloriosa con amargura le dice que vuelva cuando el campamento haya terminado. Después de una breve mirada fija entre los dos, Filthy se va en su limusina. Antes de que los campistas sospechen, Gloriosa afirma que Filthy es un ex campista que apenas estaba de visita.
Un poco más tarde, los campistas ponen sus pertenencias en sus tiendas asignadas, y Rarity comienza a planear su desfile de moda, con el gran pesar de Applejack. Mientras tanto, Sunset con Twilight, sospecha algo con relación entre Timber y Gloriosa. Cuando Sunset hace notar el comportamiento de Twilight en el autobús, Spike revela que Twilight ha estado teniendo pesadillas. Sin embargo, Twilight insiste en que ella ha sido mucho más feliz desde su transferencia a Canterlot High, sobre todo después de los acontecimientos en los Juegos de la Amistad. Sunset le asegura a Twilight que lo que ocurrió durante los Juegos no fue su culpa y que sus amigos le han perdonado.
Antes de dirigirse a los muelles, Sunset va por su protector solar. Twilight la encuentra, pero sin darse cuenta la levita fuera de la tierra, junto con varios otros objetos de la tienda. Si bien Sunset reacciona frente a este fenómeno mágico positivamente, pero Twilight teme que se esté haciendo Midnight otra vez. Después de que Sunset promete no decir nada de esto a sus amigas, ella se apresura a los muelles. Sunset intenta hacer levitar el protector solar por sí misma, pero no pasa nada.
Cuando Sunset va a unirse a los demás en los muelles, se tropieza con Gloriosa. Su mano roza el brazo de Gloriosa, y ella escucha brevemente lo que suena como la voz encolerizada de Gloriosa, pero Gloriosa insiste en que ella no dijo nada.
Una vez que los campistas se han llegado a los muelles, Gloriosa recuerda una vez más a todos a pedirle cualquier cosa que puedan necesitar. Cuando Twilight pasa al frente del muelle, se tropieza cuando uno de las tablas de madera se rompe, pero Timber, la atrapa. A medida que Timber simpatiza con Twilight, Flash Sentry mira con tristeza. Él confía en que no debería estar celoso porque no es la Twilight que él conoce. Sunset le dice claramente que los deberes de princesa de Twilight la mantendrán ocupada en Equestria y que debería olvidarse de ella.
Al darse cuenta del mal estado del muelle, la subdirectora Luna sugiere su cierre por el resto del campamento, para decepción de los campistas. Cuando Gloriosa trata de arreglar las cosas, Applejack sugiere la construcción de un nuevo muelle como regalo de los Wondercolts. Todo el mundo está de acuerdo con la idea, con excepción de Timber, lo que hace que la tensión entre él y Gloriosa suba. Sin embargo, los campistas están todos de acuerdo en ayudar a construir un nuevo muelle, y Twilight y sus amigas comparten sus ideas para que sea una realidad. Rarity, en particular, espera utilizar el muelle terminado como pasarela en su desfile de moda.
A medida que el sol empieza a ponerse Twilight y Timber se acercan más, la directora Celestia y Gloriosa avisan a cada uno que se aseen para prepararse para malvaviscos e historias de miedo.
Más tarde, los campistas se reúnen alrededor de la fogata, y Timber cuenta la leyenda de un espíritu llamado Gaea Everfree. Hace muchos años, los bisabuelos del Gloriosa y Timber llegaron al bosque y, asombrados por su belleza, decidieron establecer un campamento. Cuando empezaron a construir, sin embargo, zarzas mágicas empezaron a crecer por todas partes, y un árbol se estrelló en la parte superior de su cabaña en medio de la noche. Mientras corrían fuera, se encontraron con una criatura gigante con el pelo de raíz, los dientes hechos de roca, ojos negros como el alquitrán, y un aura brillante que dejó una estela de polvo de diamante en su camino.
La criatura se presentó como Gaea Everfree, un antiguo espíritu que mantuvo dominio sobre el bosque, y los bisabuelos de Timber se habían introducido en su tierra. Suplicaron a Gaea Everfree para que se queden y construir su campamento. Gaea estuvo de acuerdo, pero advirtió que sólo sería temporal; un día se volvería a recuperar el bosque, y sabrán que está cerca de su estela de polvo de diamante.
En ese momento, Gloriosa emerge de los arbustos, asustando a los campistas. Cuando se le preguntó por qué se hizo esa entrada, Gloriosa responde con nerviosismo que ella "tomó la ruta panorámica" para disfrutar del bosque. Con las historias de miedo terminadas, Applejack le asegura a Fluttershy que la historia no es real, pero Rainbow Dash piensa que la presencia de Gaea Everfree en su mundo podría atribuirse a una razón similar a la de las Dazzlings. Cuando los Rainbooms discuten tener que lidiar con otra "criatura mágica loca de poder", una Twilight visiblemente molesta se excusa, y Sunset les dice a sus amigas ser más sensibles sobre los sentimientos de Twilight en lo que respecta a los Juegos de la Amistad.
Esa noche, Twilight tiene otra pesadilla sobre el inminente regreso de Midlight. Su grito de terror despierta a Sunset, que descubre a Twilight levitando su cama y la de Spike. Cuando Twilight se da cuenta de lo que está haciendo, la magia se detiene, y las camas caen al suelo. Sunset dice que tienen que hablar de lo que está pasando, pero Twilight insiste en que no lo hagan.
Más tarde esa mañana, Derpy y Sandalwood están en un barco velero en el agua, pero no hay viento para mover su vela. Cuando Sunset y Twilight llegan a seguir trabajando en el nuevo muelle, Sunset le propone a Twilight tratar de controlar su magia, pero Twilight cree que nunca será capaz de controlarla. En ese momento, el velero de Derpy y Sandalwood se mueve hacia delante a gran velocidad y se estrella contra el muelle, arruinando el trabajo duro de los campistas. De acuerdo con Sandalwood, el barco se movió por sí mismo, y Rarity descubre un rastro de polvo de diamante en el agua, lo que lleva a los campistas a creer que Gaea Everfree es la causante.
A medida que los campistas intentan rescatar lo construyeron, Twilight se adentra en el bosque sola, sintiéndose culpable de la destrucción del muelle. En una clara cascada, canta una balada emocional acerca de su lucha para evitar que la oscuridad en su interior se salga.
Algún tiempo después, Sunset busca a Twilight después de su desaparición desde el muelle. Ella despierta de su sueño a Spike y le pregunta si sabe dónde está Twilight, y Spike se ofrece para ayudar a seguir su rastro. Mientras tanto, en el bosque, Twilight se encuentra con Timber. Ella finge haberse perdido al ir a dar un paseo, y Timber la guía de regreso al campamento. Timber le dice a Twilight que ha vivido en el campo toda su vida y quería venderlo para ir a vivir en la ciudad como cualquier persona. Cuando nunca había dicho a nadie antes, Timber le dice a Twilight que debe ser especial, y los dos se sonrojan. Al oír la conversación de Twilight y Timber, Sunset decide hablar con Twilight sobre su magia en otro momento.
De regreso al campamento, Rarity se prepara para participar en la escalada en roca, con Applejack como su ayudante. Cuando Twilight y Timber llegan, la cada vez más impaciente Rainbow Dash pide a Twilight para ser su ayudante para que pueda participar. A medida que se va a buscar otro arnés de escalada en roca Timber se va para ayudar a Gloriosa, Sunset y Spike llegan justo cuando la tierra comienza a temblar. Bulk Bíceps, Flash Sentry, y Derpy avistan otro rastro de polvo de diamante. Distraída por el temblor repentino, Rarity pierde su agarre en la pared y quiere bajarse ahora. Cuando Applejack intenta aflojar con dificultad la línea de arnés, las manos le comienzan a brillar, y tira de la línea con tanta fuerza que Rarity es disparada hacia arriba. Applejack la atrapa antes de que golpee el suelo, explicando que por un breve momento, Rarity se sintió inexplicablemente sin peso. Applejack se ofrece a ayudar a Rarity a quitarse el arnés, pero Rarity se niega y accidentalmente crea un escudo grande de diamante que empuja hacia atrás al agua a Applejack. Rarity se disculpa profusamente, confundida por lo sucedido. Sunset se emociona de que varias de sus amigas están desarrollando una nueva magia, pero Twilight está todavía angustiada. Después de informar sobre lo de Applejack a Gloriosa, escuchan a Fluttershy gritando en la cafetería del campamento. Allí, se encuentra la cafetería cubierta en masa y chispas. Pinkie Pie explica que, mientras estaban decorando las galletas, las chispas en las manos de Pinkie empezaron a brillar de color rosa y a explotar.
Fluttershy decide limpiar el desorden. Cuando no es capaz de llegar a las toallas de papel en la parte superior de un estante, ella pide ayuda. Un pájaro vuela repentinamente y va a buscar las toallas de papel para Fluttershy, y esta descubre que es capaz de comunicarse con el ave. Applejack y Rarity entran a explicar lo que sucedió en la pared de escalada, y Applejack se pregunta dónde está Rainbow Dash. En ese momento, Rainbow se acerca a una velocidad supersónica y se estrella contra un muro. Ella le explica que había ido a buscar un arnés, pero ella corrió tan rápido que ella se encontró de camino de vuelta en la ciudad. Ella también dice que ella perdió su súper velocidad, mientras estaba lejos, pero volvió a ella cuando ella se acercó al campamento.
Cuando Sunset se pregunta qué está causando esta perturbación mágica, Fluttershy sugiere que es el obra de Gaea Everfree. En ese momento, Gloriosa entra con toallas y ropa seca para Applejack. Cuando ella se pregunta qué le pasó a la cafetería, Sunset da una respuesta vaga, pero Gloriosa les dice que no se preocupe, una vez más, asegurando a las campistas que tiene las cosas bajo control. Sin embargo, Sandalwood y Derpy entran con problemas adicionales de campamento, y Timber llega a informarle a Gloriosa que Filthy Rich ha regresado. Una vez más, Gloriosa dice que puede manejarlo, pero cuando se pone la mano en el brazo Sunset, esta oye un grito de frustración. Ella cree que ha venido de Fluttershy, pero nadie más ha escuchado nada.
Antes de que Sunset pueda averiguar lo que había oído, la directora Celestia usa el sistema de megafonía del campamento para anunciar el encendido de lámparas de papel, y las chicas deciden olvidarse de su nueva magia por el momento.
A medida que los campistas construyen sus linternas de papel en las mesas de pícnic en el muelle, Twilight se encuentra lejos porque ella cree que Midnight es la causante de su nueva magia y la de sus amigas. Cuando llega el momento de liberar las linternas, Twilight se encuentra con Timber de nuevo, y éste nota su comportamiento extraño. Twilight le dice que está bien, y que de hecho se siente un poco mejor cuando su propia linterna está encendida.
Más tarde esa noche, después de que los campistas se han ido a dormir, Sunset despierta para encontrar la cama de Twilight vacía. Fuera de la tienda, ella ve a Twilight y Spike y sigue dejando tras ellos. Cuando Sunset logra alcanzarlos en el bosque, Twilight explica que ella y Spike van a tomar un taxi que los lleve a casa. Mientras trata de convencer a Twilight de no irse, Sunset toca su brazo, lo que hizo que experimentara una visión de recuerdos y emociones de Twilight. Al sentir la incertidumbre de Twilight sobre Midnight Sparkle, Sunset le asegura que Midnight se ha ido.
Con esto, Sunset se da cuenta de que su propia magia también ha cambiado; ella puede leer los pensamientos, recuerdos y sentimientos de los demás a través del contacto físico. Por desgracia, esto sólo angustia a Twilight aún más, ya que cree que más y más personas están "infectados" por su magia. A pesar de las afirmaciones de Sunset que ella sabe por lo que está pasando Twilight, esta cree sentirse incómoda estar alrededor de sus amigos. En ese momento, Timber, aparece ante las dos sosteniendo un hacha afilada. Afirma haber ido a cortar leña para la fogata de la noche siguiente y expresa su creciente frustración con las demandas de su hermana. Cuando se le preguntó por qué estaban en el bosque en el medio de la noche, Sunset finge haber caminado dormida y ser encontrada por Twilight. Cuando Timber acompaña a Twilight y Sunset de vuelta al campamento, ofreciéndose para "protegerlas" de Gaea Everfree, Sunset descubre el polvo de diamante que cae del bolsillo de Timber.
A la mañana siguiente, los campistas continúan trabajando en el nuevo muelle. Applejack y sus amigas están siendo muy cuidadosas de no activar sus nuevos poderes mágicos, haciendo que su progreso sea lento. Con las chicas no pudiendo controlar sus habilidades en desarrollo, Sunset Shimmer llega y les dice que deben aceptar su nueva magia y no rechazarla. A través de una canción edificante, Sunset enseña a sus amigas a aceptar sus habilidades con el fin de tener un mejor control sobre ellos.
Con la guía de Sunset, las chicas son capaces de utilizar su magia para acelerar y terminar la construcción del muelle. Revitalizada, Rarity quiere hacer inmediatamente su desfile a través de la pasarela. Sunset les dice que empiecen sin ella ya que quiere encontrar a Twilight, con la esperanza de convencerla de aceptar su propia magia. A lo largo de su camino para encontrar a Twilight, Sunset oye a Gloriosa discutiendo con Timber, en la casa de botes; en particular, se oye decir a Timber que ella tiene que "dejarlo ir", creyendo que se está refiriendo a la Campamento Everfree.
Gloriosa sale fuera de la casa de botes, con Timber siguiéndola poco después. Cuando Sunset se cuela antes de que ella se vea atrapado, se tropieza con Flash Sentry, y él le da las gracias por convencerle de olvidar a la princesa Twilight. Al darse cuenta de la conducta sospechosa de Sunset, Flash le pide que le diga lo que está pasando, y ella le hace saber - lo más vagamente  posible - que Timber Spruce no es lo que parece y teme que revelar su verdadera naturaleza rompería el corazón de Twilight. A pesar de que no tiene conocimiento de la situación completa, Flash le dice que Twilight tiene la suerte de tener una amiga como Sunset que mira por ella. Flash también expresa la mejor persona en que se ha convertido en Sunset desde que llegó por primera vez y le pregunta si podían empezar de nuevo como amigos. Sunset, al darse cuenta de que Timber entró en el bosque, de forma rápida está de acuerdo con la sugerencia del Flash antes de salir corriendo.
Cuando Sunset sigue a Timber a través del bosque, ella se siente brevemente temblar la tierra otra vez. Cerca de allí, ella ve una sombra entrar en una cueva por la cantera de piedra supuestamente fuera de los límites. Ella también ve algo brillante en el interior de la cueva. Convencida de que Timber Spruce está haciendo algo, Sunset envía un mensaje de texto a Twilight diciendo que la encuentre por la cantera. Cuando ella y Spike llegan, Sunset les explica que ella cree que alguien está ocultando sus intenciones detrás de la apariencia de una historia de fantasmas. Twilight, Sunset y Spike entran en la cueva, donde descubren una aguja de cristal masiva que emana magia ecuestre. Cuando Spike menciona a Timber, y Twilight se pregunta lo que tiene que ver con esto. De repente, alguien emerge de las sombras, no se trata de Timber, como se esperaba Sunset, sino de Gloriosa. Ella acusa a Gloriosa de tratar de asustar a todo el mundo del Campamento Everfree, pero Gloriosa le dice que nunca haría una cosa así. Cuando Gloriosa pasa junto a Sunset, esta le agarra el brazo, lo que le permite ver los recuerdos de Gloriosa.
Gloriosa se había retrasado en sus pagos, lo que significaba que Filthy poseería la tierra del campamento Everfree y tenía la intención de demoler el campamento para construir un balneario. Desesperada por mantener el campamento que sus bisabuelos fundaron, Gloriosa le rogó a Filthy darle más tiempo para pagar, y éste le dio hasta el final del mes. Algún tiempo después, mientras sollozaba, Gloriosa notó un rastro de polvo de diamante que la lleva a la cueva, donde descubrió siete geodas de color incrustados en la torre de cristal. La extracción de cinco de las geodas le otorga a Gloriosa poderes mágicos de control de plantas. Timber trató de advertirle contra el uso de esa energía a Gloriosa, pero se negó a escucharle en su deseo de salvar el campamento Everfree. Desafortunadamente, ella no había dominado por completo sus poderes, habiendo causado que el barco Derpy y Sandalwood a chocara contra el muelle y los temblores. Esto causó aún más discusiones entre Gloriosa y Timber, que inventó la leyenda de Gaea Everfree para encubrir por sus acciones.
Las visiones de Sunset se detienen allí, y se da cuenta de que cuando Timber le dijo Gloriosa de "dejarlo ir", se refería a la magia de las geodas. Sunset y Twilight tratan de convencer a Gloriosa dejar de usar la magia de las gemas antes de que sea demasiado para ella. Gloriosa se niega, sin embargo, sigue decidida a salvar a su campamento. Ella extrae las dos últimas gemas de la torre de cristal y usa su mayor poder para atrapar a Twilight, Sunset y Spike en zarzas. Las gemas, se unen con los que Gloriosa ya tiene, haciendo que ella se transforme en un demonio planta de pelo verde. Con sus poderes mágicos, Gloriosa atrapa a los tres dentro de la cueva.
De vuelta en los muelles de campamento, Rarity se encuentra en el medio de su ensayo general del desfile de moda cuando aparece Gloriosa transformada, para el horror de los campistas. Decidida a mantener Campamento Everfree, Gloriosa utiliza su inmenso poder mágico con el fin de cubrir toda la zona del campamento en una jaula gigante de zarzas. Una vez más, el nuevo muelle de los campistas se destruye.
A través de un canto, Gloriosa se compromete a mantener Campamento Everfree abierto y proteger a todos y todo dentro de sus paredes, ajeno al temor de que ella podría hacerle a sus campistas. Timber intenta liberar a los campistas atrapados de las zarzas de Gloriosa con su hacha, pero cada vez que las corta simplemente vuelven a crecer más densas que antes. En poco tiempo, el Campamento Everfree se convierte en un mar de zarzas. En el velero cerca, las Rainbooms se preguntan qué van a hacer, y Rainbow Dash sugiere hacer lo que siempre hacen: salvar el día. Saltando en la acción, Rarity protege a Lyra y Sweetie Drops de la caída de un tótem, Rainbow Dash se lleva a los campistas a un lugar seguro, y Fluttershy, Applejack y Pinkie Pie utilizan su comunicación animal, super fuerza, y los poderes de explosión para hacer aberturas que conducen fuera de la jaula de zarzas. Mientras lo hacen, ellas se transforman, les aparecen orejas de pony y alas. Sin embargo, Gloriosa sella las aberturas antes de que puedan llegar a través de ellas, y ella atrapa a los campistas más rápido de lo que Rainbow Dash puede salvarlos.
Mientras tanto, Spike se libera a él mismo, Twilight y Sunset de las zarzas de Gloriosa con sus dientes, pero son incapaces de mover la roca que bloquea la entrada de la cueva. Sunset vuelve a intentar convencer a Twilight de usar su magia, y después de algunas dudas, la utiliza en una pequeña cantidad para mover la roca. Ahora liberados de la cueva, Sunset, Twilight y Spike van de vuelta al campamento. Dentro de la jaula de zarza, Gloriosa se pregunta por qué las Rainbooms están luchando contra ella cuando ella está tratando de salvar el campamento. Rarity dice que aunque ella ama el Campamento Everfree, no está dispuesta a renunciar a sus viajes semanales al spa. Al oír spa, Gloriosa se enfurece más que nunca, y su poder crece descontroladamente. Incluso su hermano es incapaz de hacerla entrar en razón provocando que sea atrapado en las zarzas.
Fuera del campamento enjaulado, Sunset no puede penetrar la pared de zarzas y le dice a Twilight de usar su magia otra vez. Twilight tiene miedo de usar demasiada magia y dejar que Midnight salga, pero Sunset la convence de hacerlo por el bien de sus amigos. Usando su magia, Twilight divide las zarzas para que ella, Sunset y Spike entren.
Cuando Gloriosa entra en la fase final de inmortalizarse a sí misma y al Campamento Everfree en un recinto de zarzas, Timber intenta una vez más llegar a ella, pero Sunset le dice que ya no es Gloriosa simplemente una criatura sin mente consumida por la magia ecuestre. Gloriosa y Timber son completamente encerrados en las zarzas, e incluso más zarzas brotan de la tierra. Los Rainbooms y Spike logran protegerse de las zarzas en el interior del escudo de diamante de Rarity, pero ella es incapaz de mantenerlo por mucho tiempo. Sunset le dice a Twilight que puede destruir las zarzas si suelta toda su magia, pero Twilight todavía tiene miedo de dejar que Midnight la controle. Sunset le asegura que ella y el resto de sus amigas no va a permitir que eso ocurra.
Dentro de la mente de Twilight, ella sigue siendo perseguida por Midnight, quien consigue adentrarse dentro de Twilight, ella hace lo imposible por evitar transformarse pero sus fuerzas se acaban. Twilight se empieza a transformar pero sus amigas aparecen para prestarle su confianza y apoyo. Sunset Shimmer al decirle "Tu no eres Midnight Sparkle!" Al Twilight declarar "Yo soy Twilight Sparkle!", Twilight vence sus miedos y acepta la magia de la amistad dentro de ella, y logra transformarse también. Liberadas de las zarzas de Gloriosa, Twilight desgarra las zarzas que mantienen a Gloriosa encerrada y se apodera de sus gemas. Cada una de las siete gemas va a Twilight y cada una de sus amigas, otorgándoles a todas nuevas formas mágicas. Con su nueva magia, las chicas logran destruir todas las zarzas, en una explosión de luz.
Timber y los campistas son liberados de su cautiverio, y Gloriosa Daisy vuelve a la normalidad. Cuando Timber abraza a su hermana, los campistas alientan a las chicas, y las chicas descubren que las geodas se han transformado en collares. Algún tiempo más tarde, los campistas trabajan juntos para reparar el daño causado por Gloriosa, y Gloriosa se disculpa con Celestia y Luna por estar tan equivocada en sus esfuerzos por salvar el campamento Everfree. Ella considera venderle el campamento a Filthy Rich, pero Celestia no está de acuerdo.
Debido a lo que significa el campamento Everfree tanto en el pasado como en el presente, Twilight y Sunset proponen llegar a ellos para ayudar a salvarlo. Ellas y sus amigas sugieren hacer una recaudación de fondos con un "Baile de Cristal" en la cueva para recaudar dinero y salvar el campamento de ser vendido. Mientras Gloriosa aprecia el entusiasmo de las chicas, ella no está segura de cómo se va a planificar un evento de este tipo en un día. 
En el transcurso del día siguiente, los campistas Everfree decoran el interior de la cueva de cristal para armar su recaudación de fondos para salvar el campamento, logrando enviar invitaciones a todo el mundo en el pueblo cercano. Se entremezclan a lo largo de los disparos de las Rainbooms - con Twilight en los coros - interpretando la canción la "Leyenda que hay dentro de ti" en el baile, y las fotografías de las chicas que se divierten juntas en el campamento. Gracias a los esfuerzos de los campistas, el Campamento Everfree se salva, y Filthy Rich se marcha derrotado. Gloriosa Daisy agradece a las Rainbooms por todo lo que han hecho y lamenta no haber pedido ayuda en primer lugar.
Un poco más tarde, Timber se acerca a Twilight y presume de haber salvado a los campistas de las zarzas. Twilight señala que ella los salvó, pero Timber argumenta en broma que ella no los habría salvado si él no la hubiera salvado de su caída en el muelle. Cuando Twilight le dice que está contenta de haberlo conocido, Timber lo malinterpreta como una despedida, pero ella acepta su invitación para ir a una cita. Justo antes de que los dos compartan un beso, Gloriosa los interrumpe para que Timber conozca a algunos donantes que eran amigos de sus padres.
Timber le pide a Twilight un baile, y las amigas de Twilight se burlan de ella aún más. Mientras las chicas se preguntan acerca de sus nuevos poderes mágicos, Sunset cree que están vinculados directamente con sus collares de cristal y que estaban de alguna manera destinadas a poseerlas. Más tarde, Sunset confiesa que sigue pensando en una cosa: de donde vino la magia de las geodas. Mientras tanto, en Canterlot High School, el bloque de piedra donde la estatua Wondercolt una vez estuvo tiene una grieta en la parte superior, y la magia sale a través de Equestria.
En una escena poscréditos, las muchachas terminan la reconstrucción del nuevo muelle del Campamento Everfree una vez más. Pinkie Pie quiere celebrar la finalización del muelle, pero accidentalmente hace que los malvaviscos y el confeti hagan estallar el muelle, destruyéndolo todo de nuevo. Las chicas miran con incredulidad y Rarity se desmaya.

## Reparto
- Tara Strong como Twilight Sparkle y Midnight Sparkle.
- Rebecca Shoichet como Sunset Shimmer y voz cantante de Twilight Sparkle.
- Ashleigh Ball como Applejack, Rainbow Dash y Lyra Heartstrings (acreditada como "Lyra").
- Andrea Libman como Pinkie Pie, Fluttershy y Sweetie Drops (acreditada como "Bonbon").
- Tabitha St. Germain como Rarity, Subdirectora Luna y Derpy Hooves.
- Cathy Weseluck como Spike.
- Enid-Raye Adams como Gloriosa Daisy.
- Brian Doe como Timber Spruce.
- Nicole Oliver como Directora Celestia.
- Vincent Tong como Flash Sentry y Sandalwood.
- Kathleen Barr como Trixie Lulamoon.
- Michael Dobson como Bulk Biceps.
- Brian Drummond como Filthy Rich.
- Richard Ian Cox como Snails.
- Lee Tockar como Snips.
- Shannon Chan-Kent como voz cantante de Pinkie Pie.
- Kazumi Evans como voz cantante de Rarity.
- Kelly Metzger como voz cantante de Gloriosa Daisy.

- Datos: Q22350787